# 永宁寺塔

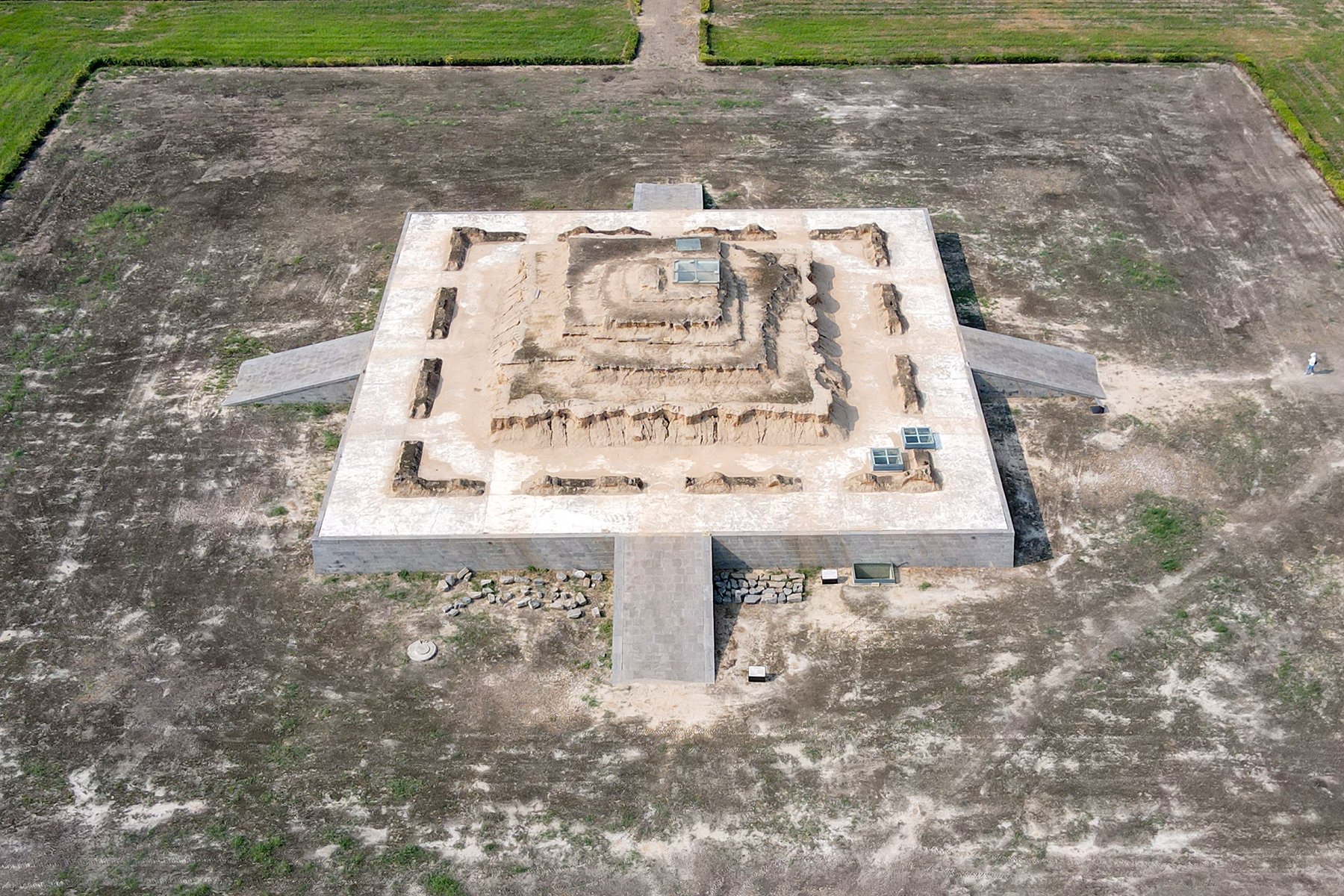
永宁寺塔塔基遗迹

永宁寺塔，建于北魏熙平元年（公元516年），在北魏国都洛阳城内，是洛阳永宁寺中的佛塔，现已不存。遗址在今洛阳白马寺东，310国道与陇海铁路交叉口处。
北魏孝武帝永熙三年（公元534年）二月，被雷电击中起火焚毁，现已不存。具体高度不详，广泛认可的说法是136.71米左右。

## 建築
据杨衒之《洛阳伽蓝记》追述，永宁寺塔为木结构，高九层，一百丈，一百里外都可看见。据其他记载，塔高四十九丈或四十余丈，合今136．71米左右，加上塔刹通高约为147米，是古代最高的佛塔。永宁寺塔平面正方，每面各层都有三门六窗。塔刹上有相轮30重（一说为13重之误），周围垂金铃，再上为金宝瓶。宝瓶下有铁索四道，引向塔之四角，索上也悬挂金铃。晚上和风吹动，十余里外都可听见。塔的装饰十分华丽，柱子围以锦绣，门窗涂红漆，门扉上有五行金钉，并有金环铺首。

## 遗迹
永宁寺塔已进行了考古探查，基础由夯土筑成，约百米见方，  
上有包砌青石的台基，长宽均38.2米，高2.2米，周边原有石栏杆，四面中部各有一斜坡道。塔身四角加厚成墩，使塔显得十分稳定。塔建在永宁寺内中心，四周包围廊庑门殿，是早期中心塔型佛寺的代表。